# Winfried Lenders
Winfried Lenders (* 11. Januar 1943 in Straelen; † 1. Mai 2015) war ein deutscher Linguist. Er lehrte von 1974 bis 2007 als Professor für Computerlinguistik an der Universität Bonn.

## Leben
Er studierte Philosophie, Germanistik, Kommunikationsforschung und Phonetik und promovierte 1970 in Bonn. 1974 habilitierte er sich in Bonn und wurde noch im gleichen Jahr auf die neugeschaffene Professur für Linguistische Datenverarbeitung am Institut für Kommunikationsforschung und Phonetik der Universität Bonn berufen, wo er bis zu seiner Pensionierung 2007 lehrte. Während dieser Zeit war Lenders zudem kommissarischer Direktor des Instituts (1982–1986), Geschäftsführer des Studium Universale (1982–2003) und Senator der Universität Bonn (1996–2002).
Zu den Schwerpunkten seiner Arbeit gehörten maschinelle Lexikographie, Sprachverstehenssysteme und Medienwissenschaft. Er war Mitbegründer, Präsident (1993–1997), langjähriges Beiratsmitglied und ab 2009 Ehrenmitglied der Gesellschaft für Sprachtechnologie und Computerlinguistik. Er hat die International Conference on Computational Linguistics (COLING) in Bonn im Jahr 1986 organisiert. Aus diesem Anlass wurde er Mitglied des International Committee on Computational Linguistics (ICCL).

## Publikationen (Auswahl)
- Die analytische Begriffs- und Urteilstheorie von G. W. Leibniz und Chr. Wolff. Georg-Olms-Verlag, Hildesheim, New York 1971 (zugleich Dissertation).
- Semantische und argumentative Textdeskription: ein Beitrag zur Simulation sprachlicher Kommunikation. Buske, Hamburg 1975, ISBN 3-87118-199-4 (zugleich Habilitationsschrift).
- mit Gerd Willée: Linguistische Datenverarbeitung: ein Lehrbuch. Westdeutscher Verlag, Opladen 1986, ISBN 3-531-11745-9 (2. Auflage 1998).
- mit Helmut Droop und Michael Zeller: Untersuchungen zur grammatischen Klassifizierung und maschinellen Bearbeitung spätmittelhochdeutscher Texte. Buske, Hamburg 1976, ISBN 3-87118-224-9.